# Plant City
Plant City es una ciudad ubicada en el condado de Hillsborough en el estado estadounidense de Florida. En el Censo de 2010 tenía una población de 34.721 habitantes y una densidad poblacional de 476,84 personas por km².

## Geografía
Plant City se encuentra ubicada en las coordenadas 28°0′52″N 82°7′13″O / 28.01444, -82.12028. Según la Oficina del Censo de los Estados Unidos, Plant City tiene una superficie total de 72.81 km², de la cual 70.41 km² corresponden a tierra firme y (3.31%) 2.41 km² es agua.

## Demografía
Según el censo de 2010, había 34.721 personas residiendo en Plant City. La densidad de población era de 476,84 hab./km². De los 34.721 habitantes, Plant City estaba compuesto por el 69.53% blancos, el 15.11% eran afroamericanos, el 0.63% eran amerindios, el 1.43% eran asiáticos, el 0.03% eran isleños del Pacífico, el 10.74% eran de otras razas y el 2.53% pertenecían a dos o más razas. Del total de la población el 28.75% eran hispanos o latinos de cualquier raza.